# Gladys Lundwe
Gladys Lundwe (* 24. Dezember 1964) ist eine sambische Politikerin.

## Karriere
Bei den Wahlen in Sambia 2006 gewann Gladys Lundwe für das Movement for Multiparty Democracy mit großer Mehrheit im Wahlkreis Masaiti das Mandat für die Nationalversammlung.
Gladys Lundwe wurde im Oktober 2006 zur Stellvertretenden Ministerin im Büro des Vizepräsidenten ernannt. Als solche nimmt sie vor allem öffentliche Termine wahr, die der Vizepräsident schon aus protokollarischen Gründen auslassen muss wie beispielsweise die Übernahme von drei Feuerwehrfahrzeugen aus Japan.